# Pogłębiacz (część pługa)

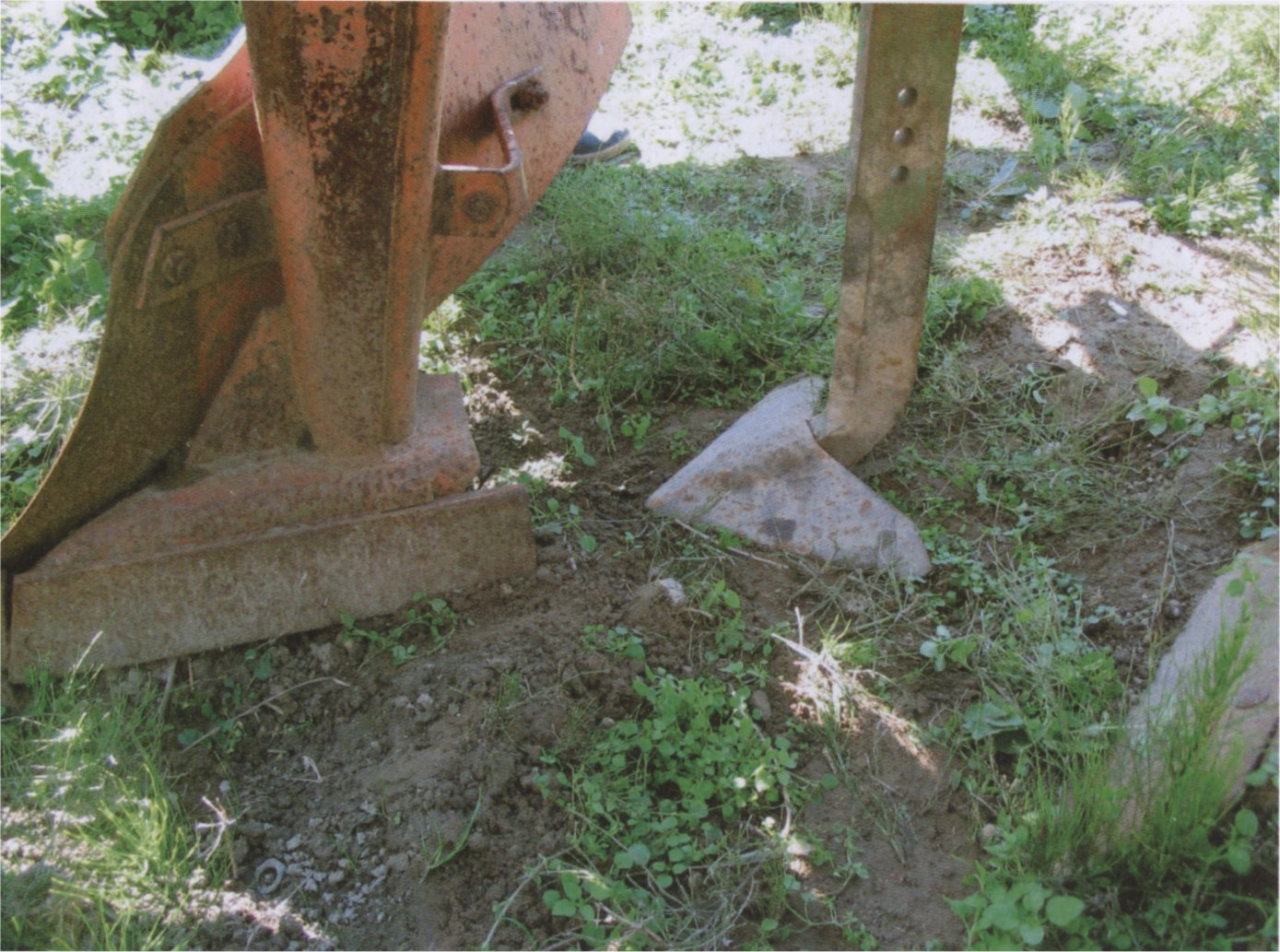
Pogłębiacz z gęsiostopką za korpusem pługa

Pogłębiacz – dodatkowy element roboczy pługa służący do spulchniania warstwy podornej (podeszwy płużnej) bez jej odwracania.
Pogłębiacz montowany jest za korpusem płużnym lub obok niego. Znacznie (nawet do 100%) zwiększa opory pługa. Elementem roboczym pogłębiacza może być lemiesz (ustawiany w tej samej bruździe lub bocznie do korpusu płużnego) lub gęsiostopka (ustawiona zwykle w tej samej bruździe, co stopka). Element roboczy może być połączony trzonkiem na sztywno z obsadą słupicy lub wahliwie czworobokiem przegubowym ze słupicą i ramą pługa. Pogłębiacz nie powinien być używany za ostatnim korpusem, gdyż w bruździe przemieszcza się koło ciągnika, jednak w takiej sytuacji można zamontować pogłębiacz bocznie przy pierwszym korpusie.